# 奧地利的亞歷山大·利奧波德
奧地利的亞歷山大·利奧波德（德語：Alexander Leopold von Österreich，1772年8月14日—1795年7月12日），匈牙利總督，神聖羅馬皇帝利奧波德二世的第四子。
1790年，利奧波德二世任命亞歷山大·利奧波德為匈牙利總督。在1794年匈牙利的雅各賓叛亂和同年發生在波蘭的柯斯丘什科起義期間，亞歷山大·利奧波德曾先後被拱為匈牙利以及波蘭國王，但皆被他所拒絕。
1795年，亞歷山大·利奧波德因為健康問題從匈牙利回到維也納。同年，為了給哥哥的妻子、神聖羅馬皇后瑪麗亞·特蕾莎一個驚喜，他決定在拉克森堡宮自製煙火表演。當亞歷山大·利奧波德點燃火箭時，炮台的門突然打開，使得火箭被吹回火藥上。火藥立刻爆炸，亞歷山大·利奧波德與身旁的僕人當場死亡。
亞歷山大·利奧波德去世後，弟弟約瑟夫繼任為匈牙利總督。